# André Baeten
André Baeten (* 19. September 1974 in Wesel) ist ein deutscher Maschinenbauingenieur.

## Biographie
Baeten wuchs im Weseler Ortsteil Büderich auf. Er besuchte die dortige Grundschule und das Andreas-Vesalius-Gymnasium Wesel, wo er 1994 das Abitur machte.
Er studierte 1994 bis 1999 Maschinenbau / Fachrichtung Luft- und Raumfahrttechnik an der Rheinisch-Westfälischen Technischen Hochschule (RWTH) in Aachen und im Rahmen des ERASMUS-Programms von 1998 bis 1999 an der Ecole Nationale Supérieure d’Ingénieurs de Constructions Aéronautiques (ENSICA) in Toulouse.
Von 2000 bis 2007 war er als Entwicklungsingenieur bei der EADS Military Air Systems GmbH in Ottobrunn und von 2007 bis 2009 als Systemingenieur bei der LFK Lenkflugkörpersysteme GmbH in Unterschleißheim tätig.
Im Jahr 2007 promovierte er an der RWTH Aachen zum Dr.-Ing.
Seit 2009 ist er Professor für Leichtbau, Faserverbund und Technische Mechanik an der Hochschule Augsburg.

## Mitgliedschaften
- American Institute of Aeronautics and Astronautics (AIAA)
- AIAA Space Systems Technical Committee (SSTC)
- International Symposium of Polar and Offshore Engineering (ISOPE)
- Deutsche Gesellschaft für Luft- und Raumfahrt (DGLR)
- Verein Deutscher ingenieure (VDI)
- Rheinisch-Westfälische Technische Hochschule (RWTH) Aachen – Alumni

## Veröffentlichungen
- Prediction of Tank Fuel Sloshing during Jettison, NATO-RTO AVT 108, Williamsburg, VA; Baeten, A, Gleissl, R (2004)
- Prediction of Fuel Impact Effects on Tank Pitch Characteristics during Jettison, NATO-RTO AVT 123, Budapest, Hungary; Baeten, A, Gleissl, R (2005)
- Dissertation: Liquid Sloshing Simulation Using a Three-Dimensional Particle-Cluster Approach, Phd Thesis, Department of Mechanical Engineering, RWTH Aachen University, Germany; Baeten, A (2007), ISBN 3832258590
- Prediction of Highly Dynamic Airborne Tank Fuel Sloshing and Impact Effects, 46th AIAA Aerospace Sciences Meeting and Exhibit, Reno, NV, paper AIAA-2008–0658; Baeten, A, Stern, D (2008)
- Prediction of Dam Break Hydrodynamic Wall Pressure, ISOPE-2008-TPC-105, Vancouver, Canada, July 06–11; Baeten, A, Stern, D (2008)
- Dynamic Wave Impact Simulation using an Innovative Particle-Cluster Scheme, International Congress of Theoretical and Applied Mechanics (ICTAM), Adelaide, Australia; Baeten, A (2008)
- Prediction of Spacecraft Fuel Dynamics in Microgravity, 47th AIAA Aerospace Sciences Meeting and Exhibit, Orlando, FL, paper AIAA-2009–1320; Baeten, A (2009)
- Optimization of LNG Tank Shape in Terms of Sloshing Impact Pressure, ISOPE-2009-TPC-128, Osaka, Japan; Baeten, A(2009)
- Spacecraft Thruster Efficiency Optimization with respect to Coupled Solid-Liquid Dynamics, 48th AIAA Aerospace Sciences Meeting and Exhibit, Orlando, FL, paper AIAA-2010–1446; Baeten, A, Jördening, A, (2010)
- LNG Tank Sloshing Parameter Study in a Multi-Tank Configuration, ISOPE-2010-TPC-212, Beijing, China; Baeten, A (2010)
- Orbit Insertion Dynamics of a Pico-Satellite with respect to Coupled Solid-Liquid Dynamics, 49th AIAA Aerospace Sciences Meeting and Exhibit, Orlando, FL, paper AIAA-2011–0391; Baeten, A, Jüttner, J C (2011)
- Coupled LNG Carrier Sloshing-Structure Dynamics in a Lightweight Multi-Tank Configuration, ISOPE-2011-TPC-119, Maui, Hawaii; Baeten, A (2011)
- Analyse des Aussetzverhaltens eines Pico-Satelliten, Deutscher Luft- und Raumfahrtkongress, Bremen; Baeten, A, Jüttner, J C, Sauer, D (2011)
- Modeling of Coupled Diaphragm-Liquids-Dynamics for Space Applications, 50th AIAA Aerospace Sciences Meeting and Exhibit, Nashville, TN, paper AIAA-2012-0095; Baeten, A, Thalhofer, U (2012)
- Composite Tank Structure Dynamics Modeling based on Finite Particles, 71th Annual Conference of Society of Allied Lightweight Engineers (SAWE), Bad Gögging; Baeten, A (2012)
- Finite Particle based Elastic Structure Dynamics Modeling for LNG Sloshing Analysis, ISOPE-2012-TPC-0113, Rhodos, Greece; Baeten, A (2012)
- Floating Body in Wave Current Simulation using a Finite Particle Approach, ISOPE-2013-TPC-0192, Anchorage, Alaska, USA; Baeten, A, Barm, S, Dorsch, J K, Gottfried, L, Rotter, J (2013)
- Lagrange-based Modeling and Testing of Composite Structure Impact Dynamics, 53rd AIAA Aerospace Sciences Meeting and Exhibiti, Kissimmee, FL, paper AIAA-2015-2022452; Baeten, A (2015)